# Nikos Vakalis
Nikos Vakalis (n. 1 decembrie 1939, Larisa, Grecia – d. 23 martie 2017) a fost un om politic grec, membru al Parlamentului European în perioada 2004-2009 din partea Greciei.